# 鼓槌草科
鼓槌草科（学名：Dasypogonaceae），别名多须草科、毛瓣花科，是棕榈目植物的一科。以前的分类学家一般将其分入刺叶树科（Xanthorrhoeaceae），APG 分类法(1998年)及APG II 分类法(2003年)根据其基因特征，将其单独列为一科，列入鸭跖草分支，但没有能归入任何一目；而鸭跖草分支則屬於单子叶植物分支。APG IV 分类法(2016年)基于本科为棕榈科的姐妹群，将本科归入棕榈目。
鼓槌草科植物现有4属16种，是澳大利亚特有的科，当中最著名的植物就是蓬草树（Kingia australis）。

## 下级分类
- 触苞花属 Baxteria
- 澳丽花属 Calectasia
- 鼓槌草属 Dasypogon
- 蓬草樹属 Kingia